# Mistrzostwa Polski w Biathlonie 1977
11. Mistrzostwa Polski w biathlonie odbyły się w 1977 w Zakopanem. Rozegrano dwie konkurencje, bieg indywidualny mężczyzn na dystansie 20 kilometrów i bieg sprinterski na dystansie 10 kilometrów.

## Terminarz i medaliści
| Data | Konkurencja                | Złoto                             | Srebro                                | Brąz                                |
| 1977 | Bieg indywidualny mężczyzn | Andrzej Rapacz WKS Legia Zakopane | Leopold Latawiec WKS Legia Zakopane   | Józef Michniak WKS Legia Zakopane   |
| 1977 | Bieg sprinterski mężczyzn  | Andrzej Rapacz WKS Legia Zakopane | Stanisław Trebunia WKS Legia Zakopane | Leopold Latawiec WKS Legia Zakopane |